# Weinmannia chryseis
Weinmannia chryseis là một loài thực vật có hoa trong họ Cunoniaceae. Loài này được Diels miêu tả khoa học đầu tiên năm 1906.